# TRUE LOVE (藤井郁彌單曲)
《TRUE LOVE》，是日本男性歌手藤井郁彌的第2張個人單曲。1993年11月10日發行。是藤井最暢銷的單曲，1990年代日本電視劇主題曲的代表作品之一。

## 簡介
是1992年以藤井郁彌為核心的男子組合THE CHECKERS解散之後，藤井個人solo活動的第一彈。藤井在1988年就已經發行過個人solo單曲《Mother's Touch》，但並不理想。
這次的《TRUE LOVE》被用作富士電視台月九劇《愛情白皮書》的主題曲，劇集的大熱配搭成功的情歌作為主題曲成為一時的熱門話題。單曲發行後首週即奪得Oricon公信榜單曲週榜冠軍，並蟬聯5個星期。是藤井自1987年THE CHECKERS的《WANDERER》之後6年多首次獲得Oricon週榜冠軍。
1993年年末，在紅白歌合戰中，藤井深情演唱《TRUE LOVE》，獲得巨大成功，單曲更加受矚目，後勁持續不減。最終總銷量高達202.3萬張。由於在1993年年底發行，所以銷量大體分割成兩年計算，是1993年日本單曲銷量第29位，1994年的第11位。
是日本歷代單曲銷量第20位，藤井個人solo最暢銷的單曲，也是唯一銷量超過两百萬的單曲。

## 收錄曲目
1. TRUE LOVE
作詞、作曲：藤井郁彌
富士系月九劇《愛情白皮書》的主題曲
2. 永遠直到死去（永遠に死ぬまで）
作詞：藤井郁彌；作曲：NAO